# Баргалска базилика извън стените
Баргалската базилика извън стените или Баргалската базилика extra muros (на македонска литературна норма: Баргалска базилика) е археологически обект в античния македонски град Баргала, Република Северна Македония.

## История
Базиликата е открита в 1984 година западно от града, вблизост до градските укрепления. Представлява раннохристиянска църква от края на IV век. Това е extra muros базилика, трикорабна, с издадена апсида, с нартекс и екзонартекс и с под, покрит с каменни плочи, които са луксозно орнаментирани.